# Bulgarije op de Olympische Zomerspelen 2012
Bulgarije nam deel aan de Olympische Zomerspelen 2012 in Londen, Verenigd Koninkrijk.

## Medailleoverzicht
| Sport         | Olympiër       | Onderdeel               | Medaille |
| ------------- | -------------- | ----------------------- | -------- |
| Gewichtheffen | Milka Maneva   | -63kg (v)               | Zilver   |
| Worstelen     | Stanka Zlateva | vrije stijl, -72 kg (v) | Zilver   |
| Boksen        | Tervel Pulev   | -91kg (m)               | Brons    |

## Deelnemers en resultaten
(m) = mannen, (v) = vrouwen 

### Atletiek
| Olympiër             | Onderdeel              | Resultaat | Prestatie                                          |
| -------------------- | ---------------------- | --------- | -------------------------------------------------- |
| Viktor Ninov         | hoogspringen (m)       | 28e       | kwalificatie groep B: 16de met 2,16m               |
| Georgi Ivanov        | kogelstoten (m)        | 22e       | kwalificatie groep A: 11de met 19,63m              |
|                      |                        |           |                                                    |
| Ivet Lalova          | 100m (v)               | 19e       | serie 3: 2de in 11,06 halve finale 2: 6de in 11,31 |
| Ivet Lalova          | 200m (v)               | 16e       | serie 4: 5de in 23,01 halve finale 1: 6de in 22,98 |
| Vania Stambolova     | 400m horden (v)        | DNF       | serie 1: niet gefinisht                            |
| Silvia Danekova      | 3000m steeplechase (v) | 38e       | serie 3: 11de in 9.59,52                           |
| Andriana Banova      | hink-stap-springen (v) | 32e       | kwalificatie groep A: 15de met 13,33m              |
| Venelina Veneva      | hoogspringen (v)       | 20e       | kwalificatie groep A: 14de met 1.85m               |
| Radoslava Mavrodieva | kogelstoten (v)        | DNF       | kwalificatie groep B: geen geldige worp            |

### Badminton
| Olympiër         | Onderdeel     | Resultaat | Prestatie                                                                    |
| ---------------- | ------------- | --------- | ---------------------------------------------------------------------------- |
| Petya Nedelcheva | enkelspel (v) | 17e       | groep O: 2de W van BLR Zaitsava: 21-7,21-19 V van INA Firdasari: 10-21,15-21 |

### Boksen
| Olympiër               | Onderdeel | Resultaat | Prestatie |
| ---------------------- | --------- | --------- | --- |
| Aleksandar Aleksandrov | -48kg (m) | 5e        | 1ste ronde:' W van MOZ Maquina: 22-7 2de ronde: W van KOR Shin: 15-14 kwartfinale: V van THA Pongprayoon: 10-16 |
| Detelin Dalakliev      | -56kg (m) | 5e        | 1ste ronde: W van RSA Sonjica: 15-6 2de ronde: W van AUS Balla: 14-10 kwartfinale: V van GBR Campbell: 15-16    |
| Tervel Pulev           | -91kg (m) | Brons     | 1ste ronde: W van CHN Wang: 10-7 kwartfinale: W van ARG Peralta: 13-10 halve finale: V van UKR Usyk :5-21       |
|                        |           |           | |
| Stoyka Petrova         | -51kg (m) | 5e        | 1ste ronde: W van NZL Fernandez: 23-11 kwartfinale: V van GBR Adams: 7-16                                       |

### Boogschieten
| Olympiër      | Onderdeel       | Resultaat | Prestatie                                                                |
| ------------- | --------------- | --------- | ------------------------------------------------------------------------ |
| Yavor Hristov | individueel (m) | 33ste     | plaatsingsronde: 35ste met 665 punten 1ste ronde: V van MEX Álvarez: 0-6 |

### Gewichtheffen
| Olympiër     | Onderdeel | Resultaat | Prestatie                                                  |
| ------------ | --------- | --------- | ---------------------------------------------------------- |
| Ivan Markov  | -85kg (m) | 5e        | trekken: 4de met 172kg stoten: 7de met 203kg totaal: 375kg |
|              |           |           |                                                            |
| Milka Maneva | -63kg (v) | Zilver    | trekken: 5de met 102kg stoten: 3de met 131kg totaal: 233kg |

### Gymnastiek
| Olympiër                                                                                               | Onderdeel                | Resultaat            | Prestatie |  |
| Ritmische gymnastiek                                                                                   | Ritmische gymnastiek     | Ritmische gymnastiek | Ritmische gymnastiek |  |
| --- | ------------------------ | -------------------- | --- |  |
| Silvia Miteva                                                                                          | individueel (v)          | 8e                   | kwalificatie 4de hoepel: 5de met 27,700 punten bal: 7de met 27,800 punten knotsen: 11de met 27,325 punten lint: 4de met 28,100 punten totaal: 110,925 punten finale hoepel: 8ste met 27,450 punten bal: 7de met 27,100 punten knotsen: 9de met 26,750 punten lint: 6de met 27,650 punten totaal: 108,950 punten |  |
| Reneta Kamberova Mihaela Maevska Tsvetelina Naydenova Elena Todorova Hristiana Todorova Katrin Velkova | team (v)                 | 6e                   | kwalificatie 4de 5 ballen: 4de met 27,250 punten 3 linten, 2 hoepels: 4de met 27,375 punten totaal: 54,625 punten finale 5 ballen: 3de met 27,950 punten 3 linten, 2 hoepels: 8ste met 26,425 punten totaal: 54,375 punten                                                                                      |  |
| Turnen                                                                                                 |                          |                      | |  |
| Jordan Jovtsjev                                                                                        | ringen (m)               | 7de                  | kwalificatie: 8ste met 15,308 punten finale: 7de met 15,108 punten |  |
| Jordan Jovtsjev                                                                                        |                          |                      | |  |
| Ralitsa Mileva                                                                                         | individuele meerkamp (v) | 56e                  | kwalificatie vloer: 74ste met 12,200 punten sprong: 68ste met 13,200 punten brug: 74ste met 10,966 punten balk: 65ste met 12,066 punten totaal: 48,432 punten |  |

### Judo
| Olympiër      | Onderdeel | Resultaat | Prestatie                                           |
| ------------- | --------- | --------- | --------------------------------------------------- |
| Martin Ivanov | -66kg (m) | 17de      | 1ste ronde: vrij 2de ronde: V van KAZ Lim: waza-ari |

### Kanovaren
| Olympiër         | Onderdeel     | Resultaat | Prestatie                                                                          |
| ---------------- | ------------- | --------- | ---------------------------------------------------------------------------------- |
| Miroslav Kirchev | K-1 1000m (m) | 11e       | serie 1: 3de in 3.30,768 halve finale 1: 5de in 3.30,818 finale B: 5de in 3.33,051 |

### Schermen
| Olympiër              | Onderdeel | Resultaat | Prestatie                           |
| --------------------- | --------- | --------- | ----------------------------------- |
| Margarita Tschomakova | sabel (v) | 17e       | 1ste ronde: V van UKR Charlan: 8-15 |

### Schietsport
| Olympiër         | Onderdeel                  | Resultaat | Prestatie                                                |
| ---------------- | -------------------------- | --------- | -------------------------------------------------------- |
| Anton Rizov      | 10m luchtgeweer (m)        | 22e       | kwalificatie: 22ste met 593 punten (99-99-100-100-98-97) |
| Anton Rizov      | 50m geweer 3 houdingen (m) | 24e       | kwalificatie: 24ste met 1162 punten (395-378-389)        |
| Anton Rizov      | 50m geweer liggend (m)     | 42e       | kwalificatie: 42ste met 588 punten (99-97-99-96-100-97)  |
|                  |                            |           |                                                          |
| Petya Lukanova   | 10m luchtgeweer (v)        | 40e       | kwalificatie: 40ste met 392 punten (97-100-98-97)        |
| Petya Lukanova   | 50m geweer 3 houdingen (v) | 30e       | kwalificatie: 30ste met 577 punten (197-190-190)         |
| Antoaneta Boneva | 25m pistool (v)            | 10e       | kwalificatie: 10de met 582 punten (289-293)              |
| Maria Grozdeva   | 25m pistool (v)            | 9e        | kwalificatie: 9de met 583 punten (284-299)               |
| Antoaneta Boneva | 10m luchtpistool (v)       | 9e        | kwalificatie: 9de met 384 punten (95-97-96-96)           |
| Maria Grozdeva   | 10m luchtpistool (v)       | 24e       | kwalificatie: 24ste met 578 punten (95-94-94-95)         |

### Tennis
| Olympiër           | Onderdeel     | Resultaat | Prestatie                                                                            |
| ------------------ | ------------- | --------- | ------------------------------------------------------------------------------------ |
| Grigor Dimitrov    | enkelspel (m) | 17e       | 1ste ronde: W van POL Kubot: 6-3, 7-6(4) 2de ronde: V van FRA Simon: 3-6, 3-6        |
|                    |               |           |                                                                                      |
| Tsvetana Pironkova | enkelspel (m) | 17e       | 1ste ronde: W van SVK Cibulková: 7-6(4), 6-2 2de ronde: V van ITA Pennetta: 5-7, 1-6 |

### Volleybal
| Olympiër | Onderdeel | Resultaat | Prestatie |
| --- | --------- | --------- | --- |
| Georgi Bratoev Todor Skrimov Dobromir Dimitrov Valentin Bratoev Vladimir Nikolov Viktor Yosifov Teodor Salparov Teodor Todorov Todor Aleksiev Nikolay Penchev Nikolay Nikolov Tsvetan Sokolov | zaal (m)  | 4e        | groep A: 1ste W van Groot-Brittannië: 3-0 (25-18, 25-20, 26-24) W van Polen: 3-1 (25-22, 29-27, 13-25, 25-23) W van Australië: 3-0 (25-23, 25-21, 25-22) V van Argentinië: 1-3 (18-25, 25-21, 19-25, 20-25) W van Italië: 3-0 (32-30, 25-20, 25-19) kwartfinale: W van Duitsland: 3-0 (25-20, 25-16, 25-14) halve finale V van Rusland: 1-3 (21-25, 15-25, 25-23, 23-25) bronzen finale: V van Italië: 1-3 (19-25, 25-23, 22-25, 21-25) |

| Groep A |                  |             |             |             |      |      |       |           |           |           |        |
| #       | Land             | Wedstrijden | Wedstrijden | Wedstrijden | Sets | Sets | Sets  | Setpunten | Setpunten | Setpunten | Punten |
| #       | Land             | G           | W           | V           | V    | T    | Saldo | V         | T         | Saldo     | Punten |
| 1       | Bulgarije        | 5           | 4           | 1           | 13   | 4    | +9    | 407       | 390       | +17       | 12     |
| 2       | Polen            | 5           | 3           | 2           | 11   | 7    | +4    | 433       | 374       | +59       | 9      |
| 3       | Argentinië       | 5           | 3           | 2           | 10   | 7    | +2    | 382       | 367       | +15       | 9      |
| 4       | Italië           | 5           | 3           | 2           | 10   | 9    | +1    | 426       | 413       | +13       | 8      |
| 5       | Australië        | 5           | 2           | 3           | 8    | 10   | -2    | 395       | 397       | -2        | 7      |
| 6       | Groot-Brittannië | 5           | 0           | 5           | 0    | 15   | -15   | 274       | 376       | -102      | 0      |

| Ronde          | Datum  | Plaats           | Land | Score     | Land |
| -------------- | ------ | ---------------- | ---- | --------- | ---- |
| Groepsfase     |        |                  |      |           |      |
| 29 juli        | Londen | Groot-Brittannië | 0-3  | Bulgarije |      |
| 31 juli        | Londen | Polen            | 1-3  | Bulgarije |      |
| 2 augustus     | Londen | Australië        | 0-3  | Bulgarije |      |
| 4 augustus     | Londen | Argentinië       | 3-1  | Bulgarije |      |
| 6 augustus     | Londen | Italië           | 0-3  | Bulgarije |      |
| Kwartfinale    |        |                  |      |           |      |
| 8 augustus     | Londen | Bulgarije        | 3-0  | Duitsland |      |
| Halve finale   |        |                  |      |           |      |
| 8 augustus     | Londen | Bulgarije        | 1-3  | Rusland   |      |
| Bronzen finale |        |                  |      |           |      |
| 8 augustus     | Londen | Bulgarije        | 1-3  | Italië    |      |

### Wielersport
| Olympiër      | Onderdeel        | Resultaat | Prestatie      |
| ------------- | ---------------- | --------- | -------------- |
| Spas Gyurov   | wegwedstrijd (m) | DNF       | niet gefinisht |
| Danail Petrov | wegwedstrijd (m) | 61e       | 5:46.37        |

### Worstelen
| Olympiër              | Onderdeel   | Resultaat   | Prestatie |
| Vrije stijl           | Vrije stijl | Vrije stijl | Vrije stijl |
| --------------------- | ----------- | ----------- | --- |
| Radoslav Velikov      | -55kg (m)   | 5e          | kwalificatie: W van TJK Noev: 3-0 1ste ronde: V van GEO Khinchegashvili: 1-3 herkansingen: W van EGY Farag: 3-0 herkansingen 2: W van IND Kumar: 3-0 bronzen finale: V van JPN Yumoto: 1-3 |
| Anatoly Guydya        | -60kg (m)   | 13e         | kwalificatie: V van IND Dutt: 1-3 |
| Leonid Bazan          | -66kg (m)   | 14e         | kwalificatie: vrij 1ste ronde: V van AZE Hasanov: 1-3 |
| Kiril Terziev         | -74kg (m)   | 15e         | kwalificatie: vrij 1ste ronde: V van IRI Goudarzi: 1-3 herkansingen: V van UZB Tigiev: 0-3                                                                                                 |
|                       |             |             | |
| Stanka Zlateva        | -72kg (v)   | Zilver      | kwalificatie: W van BLR Marzaliuk: 3-0 1ste ronde: W van SWE Fransson: 3-0 kwartfinale: W van CMR Ali: 3-1 halve finale: W van ESP Unda: 3-0 finale: V van RUS Vorobieva: 0-5              |
| Grieks-Romeins        |             |             | |
| Aleksandar Kostadinov | -55kg (m)   | 12e         | kwalificatie: vrij 1ste ronde: V van CHN Li: 1-3 |
| Ivo Angelov           | -60kg (m)   | 7e          | kwalificatie: W van USA Coleman: 3-1 2de ronde: V van IRI Norouzi: 0-3 herkansingen: W van CHN Sheng: 3-1 herkansingen 2: V van KAZ Kebispayev: 0-3                                        |
| Hristo Marinov        | -84kg (m)   | 18e         | kwalificatie: vrij 1ste ronde: V van KAZ Gadzhiyev: 0-3 |
| Elis Guri             | -96kg (m)   | 7e          | kwalificatie: W van ROU Alexuc-Ciurariu: 3-0 2de ronde: W van GEO Jabisze: 3-1 kwartfinale: V van BLR Dzeinichenka: 0-3                                                                    |

### Zeilen
| Olympiër                     | Onderdeel | Resultaat | Prestatie                                   |
| ---------------------------- | --------- | --------- | ------------------------------------------- |
| Yoan Kolev                   | RS:X (m)  | 26e       | 207 punten: (29-31-39-16-20-35-26-19-19-8)  |
|                              |           |           |                                             |
| Irina Konstantinova-Bontemps | RS:X (v)  | 22e       | 180 punten: (23-22-15-20-23-20-20-16-24-21) |

### Zwemmen
| Olympiër            | Onderdeel            | Resultaat | Prestatie                     |
| ------------------- | -------------------- | --------- | ----------------------------- |
| Ventsislav Aydarski | 1500m vrije slag (m) | 28e       | serie 1: 5de in 15.34,86      |
| Petar Stoychev      | 10km open water (m)  | 9e        | 1:50.46,2                     |
|                     |                      |           |                               |
| Nina Rangelova      | 100m vrije slag (v)  | 24e       | serie 4: 2de in 55,52 (NR)    |
| Nina Rangelova      | 200m vrije slag (v)  | 19e       | serie 4: 6de in 1.59,21 (NR)  |
| Nina Rangelova      | 400m vrije slag (v)  | 23e       | serie 2: 1ste in 4.11,71 (NR) |
| Ekaterina Avramova  | 100m rugslag (v)     | 31e       | serie 3: 6de in 1.02,20       |
| Ekaterina Avramova  | 200m rugslag (v)     | 32e       | serie 4: 8ste in 2.15,44      |

Afghanistan · Albanië · Algerije · Amerikaanse Maagdeneilanden · Amerikaans-Samoa · Andorra · Angola · Antigua en Barbuda · Argentinië · Armenië · Aruba · Australië · Azerbeidzjan · Bahama's · Bahrein · Bangladesh · Barbados · België · Belize · Benin · Bermuda · Bhutan · Bolivia · Bosnië en Herzegovina · Botswana · Brazilië · Britse Maagdeneilanden · Brunei · Bulgarije · Burkina Faso · Burundi · Cambodja · Canada · Centraal-Afrikaanse Republiek · Chili · China · Chinees Taipei · Colombia · Comoren · Congo-Brazzaville · Congo-Kinshasa · Cookeilanden · Costa Rica · Cuba · Cyprus · Denemarken · Djibouti · Dominica · Dominicaanse Republiek · Duitsland · Ecuador · Egypte · El Salvador · Equatoriaal-Guinea · Eritrea · Estland · Ethiopië · Fiji · Filipijnen · Finland · Frankrijk · Gabon · Gambia · Georgië · Ghana · Grenada · Griekenland · Groot-Brittannië · Guam · Guatemala · Guinee · Guinee‑Bissau · Guyana · Haïti · Honduras · Hongarije · Hongkong · Ierland · IJsland · India · Indonesië · Irak · Iran · Israël · Italië · Ivoorkust · Jamaica · Japan · Jemen · Jordanië · Kaaimaneilanden · Kaapverdië · Kameroen · Kazachstan · Kenia · Kirgizië · Kiribati · Koeweit · Kroatië · Laos · Lesotho · Letland · Libanon · Liberia · Libië · Liechtenstein · Litouwen · Luxemburg · Macedonië · Madagaskar · Malawi · Maldiven · Maleisië · Mali · Malta · Marshalleilanden · Marokko · Mauritanië · Mauritius · Mexico · Micronesië · Moldavië · Monaco · Mongolië · Montenegro · Mozambique · Myanmar · Namibië · Nauru · Nederland · Nepal · Nicaragua · Nieuw-Zeeland · Niger · Nigeria · Noord-Korea · Noorwegen · Oeganda · Oekraïne · Oezbekistan · Oman · Oostenrijk · Oost-Timor · Pakistan · Palau · Palestina · Panama · Papoea-Nieuw-Guinea · Paraguay · Peru · Polen · Portugal · Puerto Rico · Qatar · Roemenië · Rusland · Rwanda · Saint Kitts en Nevis · Saint Lucia · Saint Vincent en Grenadines · Salomonseilanden · Samoa · San Marino · Sao Tomé en Principe · Saoedi-Arabië · Senegal · Servië · Seychellen · Sierra Leone · Singapore · Slovenië · Slowakije · Soedan · Somalië · Spanje · Sri Lanka · Suriname · Swaziland · Syrië · Tadzjikistan · Tanzania · Thailand · Togo · Tonga · Trinidad en Tobago · Tsjaad · Tsjechië · Tunesië · Turkije · Turkmenistan · Tuvalu · Uruguay · Vanuatu · Venezuela · Verenigde Arabische Emiraten · Verenigde Staten · Vietnam · Wit-Rusland · Zambia · Zimbabwe · Zuid-Afrika · Zuid-Korea · Zweden · Zwitserland · Onafhankelijke atleten